# Німецька система класифікації
Німе́цька систе́ма класифіка́ції — національна система класифікації винаходів, яку побудовано за предметно-тематичним принципом упорядкування понять (з 1975 року не використовується в Німеччині у зв'язку з переходом на МКВ). До 1970 року використовувалась у СРСР, а також в інших країнах: Австрії, Болгарії, Данії, Нідерландах, Норвегії, Румунії, Словаччині, Фінляндії, Чехії, Швейцарії, Швеції, Югославії.